# جنا عمرو
جنا عمرو (10 يونيو 2005 -), ممثلة مصرية ، اكتشفها المخرج أكرم فريد عندما شاهدها في برنامج الأطفال الشهير ستار صغار الذي كان يعرض على قناة أبوظبي وقدمها في فيلم سامي أكسيد الكربون متنبئا بنجمة جديدة.

## أعمالها

### الأفلام
- 2011: سامي أكسيد الكربون
- 2012: مستر أند مسز عويس
- 2012: حصل خير
- 2013: كلبي دليلي
- 2013: توم وجيمي
- 2014: خطة جيمي
- 2017: فوبيا

### المسلسلات
- 2011: الشوارع الخلفية
- 2012: جنى في بلاد العجائب
- 2013: حاميها وحراميها
- 2015: لهفة

### برامج
- 2012: الليلة مع جنا

## وصلات خارجية
- جنا عمرو على موقع الدهليز
- جنا عمرو على موقع قاعدة بيانات الأفلام العربية